# Boxeuropameisterschaften 1937
Die 5. Herren-Boxeuropameisterschaften der Amateure wurden vom 5. Mai bis 9. Mai 1937 in Mailand, Italien, ausgetragen.
Es wurden Titel in acht Gewichtsklassen vergeben. Polen, Italien und das Deutsche Reich erhielten jeweils zwei Titel, Ungarn und Schweden jeweils einen.

## Ergebnisse
| Klasse            | Gold                         | Silber                     | Bronze                    |
| Fliegengewicht    | Vilmos Énekes Ungarn         | Edmund Sobkowiak Polen     | Gavino Matta Italien      |
| Bantamgewicht     | Ulderico Sergo Italien       | Anton Osca Rumänien        | Veikko Huuskonen Finnland |
| Federgewicht      | Aleksander Polus Polen       | Federico Cortonesi Italien | Gyula Szabó Ungarn        |
| Leichtgewicht     | Herbert Nürnberg Deutschland | Nikolai Stepulov Estland   | Marino Facchin Italien    |
| Weltergewicht     | Michael Murach Deutschland   | Imre Mándi Ungarn          | Oscar Ågren Schweden      |
| Mittelgewicht     | Henryk Chmielewski Polen     | Tin Dekkers Niederlande    | Bruno Zorzenone Italien   |
| Halbschwergewicht | Luigi Musina Italien         | Franciszek Szymura Polen   | Lajos Szigeti Ungarn      |
| Schwergewicht     | Olle Tandberg Schweden       | Herbert Runge Deutschland  | Erling Nilsen Norwegen    |

## Medaillenspiegel
| Rang | Land               | Gold | Silber | Bronze | Gesamt |
| ---- | ------------------ | ---- | ------ | ------ | ------ |
| 01   | Polen              | 2    | 2      | 0      | 4      |
| 02   | Königreich Italien | 2    | 1      | 3      | 6      |
| 03   | Deutsches Reich    | 2    | 1      | 0      | 3      |
| 04   | Ungarn             | 1    | 1      | 2      | 4      |
| 05   | Schweden           | 1    | 0      | 1      | 2      |
| 06   | Estland            | 0    | 1      | 0      | 1      |
| 06   | Niederlande        | 0    | 1      | 0      | 1      |
| 06   | Rumänien           | 0    | 1      | 0      | 1      |
| 09   | Norwegen           | 0    | 0      | 1      | 1      |
| 09   | Finnland           | 0    | 0      | 1      | 1      |
|      | Gesamt             | 8    | 8      | 8      | 24     |